# Moldva (fejedelemség)

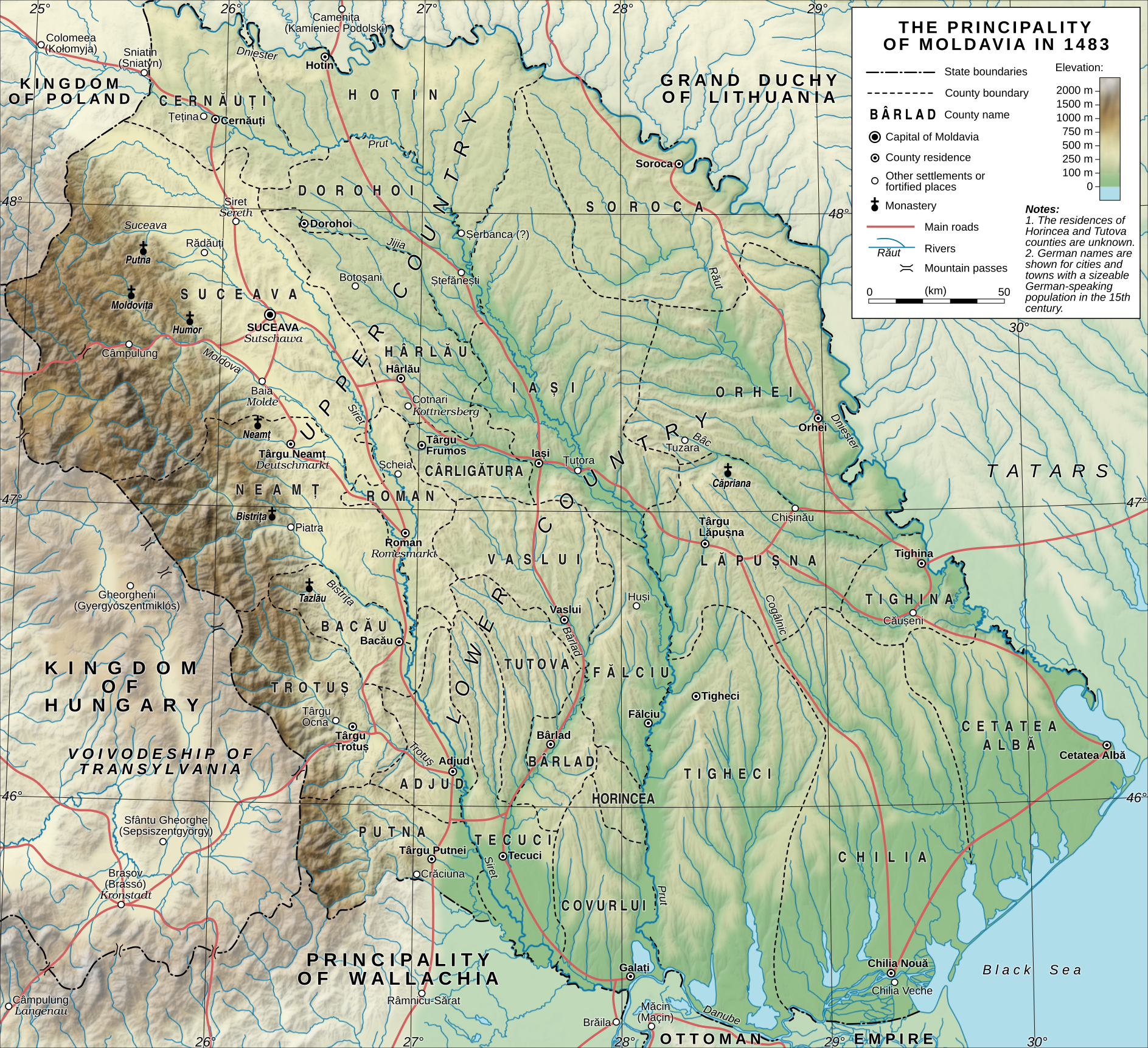
Moldva Nagy István uralkodása alatt, 1483-ban.

Moldva (románul: Moldova, nem összekeverendő a mai Moldova állammal) egykori fejedelemség, később egyike Románia történelmi tartományainak, Havasalföld (Olténiával együtt) és a tengerparti Dobrudzsa mellett. Régen Havasalfölddel együtt, összefoglalóan Oláhország névvel is illették. A 14. században független ország volt. 1859-ben indult meg az egyesülése Havasalfölddel, így jött létre Románia.
Az északi és délkeleti része, tehát a Csernyivci terület és a Budzsák ma Ukrajnához tartozik, a nyugati fele, tehát Moldva ma Románia része.

## Fekvése
Románia északkeleti részén található. Jelenleg két részből áll: a romániai Moldva és a Szovjetunió felbomlása után az 1990-es évek elején függetlenedett Moldova (Moldovai Köztársaság, régi szovjet nevén Moldávia), ez utóbbi Chișinău (Kisjenő) fővárossal. A két területet a Prut folyó választja el egymástól, amely egyben természetes államhatárt képez Románia és Moldova között.
A történeti Moldva területét nyugaton a Keleti-Kárpátok, keleten a Dnyeszter folyó, délen a Duna-delta és a Milcov (Milkó) folyó határolja.

## Földrajza
A Keleti-Kárpátok és a Prut folyó között az északnyugat-délkeleti irányban húzódó dombvidéken terül el. Felszínének alkotóelemei harmad- és negyedkori üledékek; elsősorban mészkő, agyag, homok, homokkő konglomerátumok. A dombvidék jelenlegi arculatát a kéregmozgás és a folyóvizek eróziós hatása alakította ki. A harmadidőszaki eredetű, összetöredezett és felboltozódott medence felszínét a folyóvizek darabolták fel; a természeti erők munkájának eredménye a hegyekkel és medencékkel tagolt tájszerkezet.
A Moldvai-dombvidék vagy Moldvai-fennsík (Podișul Moldovenesc) domborzati sajátosságai alapján három nagyobb egységre tagolható: Suceavai-, Bârladi-dombvidék és Moldvai-mezőség.
Moldva területe is a Duna vízgyűjtő területéhez tartozik. Folyóinak vizét a Szeret (Sirețul) és a Prut folyó gyűjti össze. A két folyó közül a Szeret a bővebb vizű, ez a folyó egyesíti a Keleti-Kárpátok vizeinek jelentős részét. Mindkét folyó az országhatáron kívül ered, s Galacnál ömlenek a Dunába. Ezenkívül Moldva jelentősebb folyói még a Szeretbe ömlő Szucsáva, Moldova, Aranyos-Beszterce (Bistrița), Tatros (Trotuș), Putna, Bârlad, valamint a Prutba ömlő Jijia. A folyók vízszintje erősen ingadozó; a nyári aszályok és a kora nyári esőzések között néha sokszoros lehet a vízhozam különbsége.

## Növényvilága
A Moldva területén élő növényzet a Kárpáti-flóratartomány része, mely jellegét tekintve a közép-európai flóraterülethez kapcsolódiik.
Moldva növénytakarójának legnagyobb részét egykor erdős, ligetes sztyepp alkotta, dombos tájait sűrű tölgyesek, a folyók mentét ligeterdők, a Szeret és a Prut torkolatvidékét pedig nagy kiterjedésű mocsári erdők borították. Az ebből mára még megmaradt ősi erdőmaradványokat napjainkra természetvédelmi területekké nyilvánították.
A tölgyerdők helyét többnyire nyír-, gyertyán-, rezgőnyár- és juharfák, míg a folyók mentét fűz- és nyírfaligetek foglalták el.
A Moldvai-dombvidék déli és nyugati lejtőinek megmaradt tölgyesei itt-ott még 950 méter magasságban is megélnek, ahol juhar, szil, gyetyán és hárs társaságában fordulnak elő. A Keleti-Kárpátok külső homokkő zónáját pedig bükkerdők borítják. Az 1000 méternél magasabb vidékeken összefüggő lucfenyvesek, az 1500 méter fölötti részeken pedig törpefenyő, boróka és áfonya a legjellegzetesebb növény.

## Állatvilága
Állatvilága is igen változatos. Az erdei állatok közül gyakori a szarvas, őz, vaddisznó, mókus, de nem ritka a medve, a róka, a farkas, a hiúz és a vadmacska sem.
Madárvilágát az erdőkben többnyire a harkály, pinty, a sas, fakókeselyű, a héja és a karvaly jellemzi. A sztyeppek többnyire szegényebb állatvilágának legjellegzetesebb lakói a rágcsálók, de a ragadozók közül főleg a farkas, róka, borz ezeken a helyeken is élnek.
Rendkívül gazdag a folyók és a tavak halállománya is.

## Története
Moldva területe a 837 körüli időktől 895-ig magyar törzsek szálláshelye volt, majd 900 körül a besenyők Jyla (Gyula) törzse települt ide, később úzok, komán-kunok nyomultak be a területre.
A 11. század végén a fekete és fehér kunok (kománok) és kevés besenyő maradványnépesség lakta Moldvát. Ez időtől kezdve nevezték a Don és a Duna közét latinul Cumaniá-nak, míg a keleti forrásokban Kipcsaknak. Ekkoriban Dél-Ukrajna, Moldva és Havasalföld (a későbbi Ó-Románia) térsége
kun-komán törzsek lakóterülete volt egészen 1223-ig, miután több menekülő kun törzs Moldvába, az Árpád-kori Magyarországra szorult össze, a magyar király függősége alá kerülve. Részükre alapította II. Endre király és Róbert esztergomi érsek 1227-ben a dél-moldvai Milkó római katolikus püspökséget. A magyar királyság Kárpátokon túli peremterületeire már a 12. század közepétől olyan magyar népelemek is áttelepedhettek, amelyek a szászok Kelet-Erdélybe telepítésekor kiszorultak onnan. E csángó-magyarok lelki gondozását is a milkói kun püspökség
láthatta el.
1239-ben, a tatárjárás hírére a moldvai kunok zöme betelepült a magyar Alföldre, de királyuknak a muhi csata előtt Pesten történt megölése miatt átköltöztek Konstantinápoly közelébe, a védettebb Trákia területére.

### A román államalapítás előtt

A mai Románia történelmi tartományai:
A Partium, a Bánság és Erdély korábban a Magyar Királyság, Dobrudzsa a Bolgár Cárság része volt. Olténia és Munténia a román Havasalföldi Fejedelemség, Moldva és Bukovina az ugyancsak román Moldvai Fejedelemség része volt

A Kárpátok és a Dnyeszter közötti területeken a középkor folyamán szlávok, románok, magyarok, besenyők, kunok, németek, jászok, lengyelek laktak.
A 9. században Moldva területe valószínűleg a magyar honfoglalás előtti Etelköz része volt. Feltehetően a magyar honfoglalás után a területen határőrzőként hagyott magyarok alkották a későbbi moldvai csángók (moldvai magyarok) magját. A 10. század eleje és 1071 között a terület Pacinakia, azaz Besenyőország része, majd 1071 és 1241 között Kunországhoz (Cumania) tartozott. A románokat az első dokumentumok vlachok (volohi) néven említik.
A 13. században és a 14. század elején lassú magyar terjeszkedés kezdődött Kunország felé. A középkori moldvai magyarság legnagyobb részét egy tudatos birodalmi politika keretében II. András és IV. Béla telepítette a térségbe a Magyar Királyság területéről. Ennek egyfelől az volt a célja, hogy Magyarország keleti határait megerősítse, másfelől hogy pápai közbenjárásra az ezen a vidéken élő pogány kunokat keresztény hitre térítse.
A tatárjárás idején a Fekete-tenger északi vidékén fekvő alán állam elpusztult. Lakóinak egy része, a jászok (saját nevükön alánok) a szintén megsemmisült Kunország keleti részére, a mai Moldva és Havasalföld területére vonultak. Nagy létszámukat mutatja, hogy 1283 körül a bizánci császár a birodalma határainak védelmére 10 000 jászt telepített le a Bizánci Birodalom határvidékére. A mai Moldva egész területét Alani névvel jelöli Angelino Dulcert 1330-as években készített térképe. Más 14. századi források a területet mint alán fejedelemségeket írják le. A jászok a kunoktól eltérően tartós településeket hoztak létre, és életmódjukban is különböztek tőlük. A délről betelepülő románokkal (vlahokkal) nagyon hosszú ideig éltek együtt ezek a népek. A vlahokkal lassan olvadtak össze török (besenyő, kun, tatár), jász, magyar, szláv és német csoportok, melyekből a moldvai románság született.
Később a magyar királyok a tatárok ellen a Szeret folyó partján újabb magyar telepesekből álló határőrvonalat telepítettek: a mai Szucsávától Bákóig a Szamos völgyéből, délre pedig a Székelyföldről származókat. A magyarokon kívül a magyar királyok jelentős számú németet is telepítettek Moldvába. A kereskedelmi utak mentén számos városi jellegű település alakult ki. A legrégibbek Bákó (Bacău), Jászvásár (Iași), Németvásár (Târgu Neamț), Karácsonkő (Piatra Neamț), a Duna torkolatánál fekvő Kilia (románul: Chilia) és a Dnyeszter menti Dnyeszterfehérvár (románul: Cetatea Albă) voltak.

### A moldvai román fejedelemség létrejötte
A tatárok a 14. században is gyakran betörtek Moldvából Erdélybe és végigrabolták az erdélyi városokat.  Nagy Lajos magyar király a megerősödött Magyarország élén 1345-ben elhatározta, hogy megtisztítja Moldvát a tatároktól. A háborúban az erdélyi székely és magyar csapatokon kívül máramarosi románok is részt vettek, élükön Dragoș máramarosi román vajdával. A tatárok kiszorítása után Nagy Lajos határőrvidéket szervezett Baia székhellyel Erdély védelmére és annak élére Dragoșt helyezte. Ő lett Moldva első vajdája a magyar király hűbéreseként. Utána fia, majd unokája, Balk következett, őt azonban megtámadta a máramarosi románok új vajdája, Bogdán. Ez a támadás a magyar király elleni lázadást jelentette, így Bogdánt megfosztották máramarosi birtokaitól és a vajdaságától. Bogdánnak azonban Moldvában 1359-ben sikerült legyőznie Balk vajdát, Nagy Lajos hűbéresét, és független román fejedelemséget alapított. Nagy Lajos több kísérletet tett Balk visszahelyezésére, de ezek sikertelenek maradtak. 1365-re Bogdán helyzete megszilárdult, a magyar király hallgatólagosan elismerte Moldva függetlenségét. Bogdán elkobzott máramarosi birtokait és vajda méltóságot kárpótlásul Balknak adományozta.
Moldva fővárosa Jászvásár lett. Az ország központosítása Alexandru cel Bun (1400-1432) nevéhez fűződik. A magyar uralom lerázása után azonban nyomban a lengyelek, majd a litvánok is megpróbálták a területet saját uralmuk alá vonni. Moldvának folyton harcolnia kellett a tatárokkal. Alexandru 1402-ben a lengyel királyt ismerte el hűbérurául, és segített neki megnyerni a grünewaldi csatát a német lovagrend ellen.
A jász népnév Bogdán vajda államalapítása után nem fordul elő többé a területre vonatkozó forrásokban, tehát Moldvából eltűntek a jászok, beolvadtak a románokba. Jászvásár városa azonban a mai napig is őrzi nevüket. A középkori magyar és német telepeseknek az utódai a moldvai katolikusok. Egy néhány ezer fős csoportjuk, a Szeret folyó mentén, Románvásár (Roman) közelében élő „északi csángók” még ma is beszélik a magyar nyelv középkori vonásokat mutató, nyelvújítás előtti változatát. Ez ma a magyar nyelv egyetlen önálló regionális dialektusa.

### A Moldvai Fejedelemség fejlődése
A független moldvai fejedelemség kezdetben csak a Moldova folyó környékére terjedt ki. Fél évszázad alatt az új állam határai elérték a Dunát és a Fekete-tengert, Bogdán és utódai lassanként bekebelezték a kisebb kenézségeket. Kialakult a helyi birtokos nemesség, a bojárok osztálya, a lakosság túlnyomó része pedig jobbágy lett.
Moldva gazdasági és ebből fakadóan állami létében nagy szerepet játszott az átmenő kereskedelem. A területen már az új fejedelemség megalapítása előtt is nemzetközi kereskedelem folyt az erdélyi szászok és lengyelországi kereskedők révén; a Hanza-szövetség kereskedői is közlekedtek erre a Fekete-tenger parti kereskedővárosok felé. A moldvai állam biztosította a kereskedők védelmét, cserébe jelentős jövedelmet húzott a forgalomból. E jövedelem vonzotta a magyar és a lengyel király érdeklődését is, akik közül végül Lengyelországnak sikerült hűbéresévé tenni a tartományt. A magyar és lengyel királyok azonban még évtizedeken keresztül vetélkedtek Moldváért, amiből az új román fejedelemségnek csak haszna volt.
A lengyel királyok katolikus térítő tevékenységet is folytattak Moldvában, azonban a moldvai fejedelmek az ortodox egyház megszervezésével és erősítésével is igyekeztek óvni függetlenségük egy részét.

### Ștefan cel Mare uralkodása

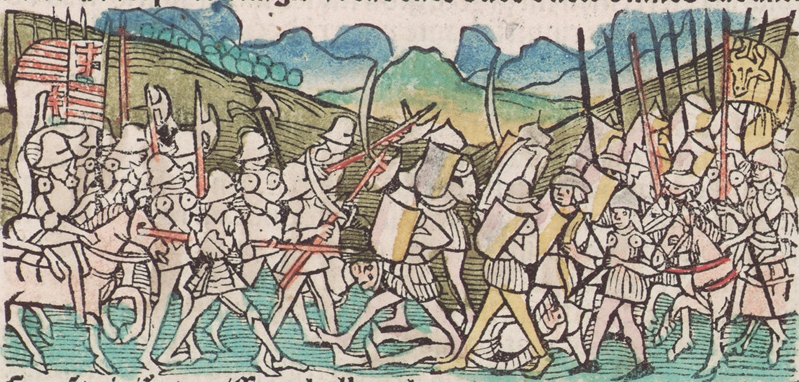
Mátyás király serege (balról) megütközik Stefan cel Mare vajda hadával a baiai csatában (Thuróczi János krónikájában)

A középkori Moldva fénykora Ștefan cel Mare (III. István; 1457-1504) uralma idején volt, akit a kortársak is a „Nagy” melléknévvel illettek.
1467-ben Hunyadi Mátyás magyar király személyesen vezetett hadjáratot Moldvába Ștefan cel Mare ellen. Mátyás sikeresen nyomult előre a Szeret folyó völgyében, elfoglalta Bákót, Románvásárt és Karácsonkőt, itt azonban Moldvabánya (Baia) körzetében a moldvai seregek az éjszaka leple alatt rátámadtak Mátyás seregére, de az órákig tartó harcok után végül visszavonultak (egy ideig maga István vajda is fogságba esett). Ebben a csatában Mátyás király is megsérült, és részben emiatt, részben a téli utánpótlási nehézségek miatt a magyar sereg visszavonult. (Később a moldvai uralkodó behódolt Mátyásnak, így békekötésre került sor.)
1470-ben az Arany Horda serege tört az országra, de István őket megfékezte. 1473-ban a moldvai és a magyar uralkodó barátsági szerződést kötött, amelyben a moldvai és erdélyi kereskedőknek kölcsönös vámmentességet biztosítottak, valamint vállalták egymás fegyveres megsegítését külső katonai támadás esetén. Ștefan ezután megerősítette országát és haderejét, majd országa függetlensége védelmében Mátyás király támogatásával (az újbóli vazallus állapot miatt) súlyos harcokat vívott a törökökkel.
1475-ben a török szultán, II. Mohamed megindította hadseregét Radu vajda havasalföldi haderejével és tatár segédhadakkal együtt. (A kb. 60-80 000-es török sereget nem a szultán, hanem a ruméliai beglerbég vezette.) Ștefan cel Mare 40 000 katonát állított ki. Mátyás király 5 000 fős, IV. Kázmér lengyel király pedig 2 000 fős segélyhadat küldött. A döntő ütközetre 1475. január 10-én, Vaslui (Vászló) mellett került sor. A moldvai fejedelem kiváló taktikus volt, és egy ügyes csellel (a törökök mögötti dombok között elhelyezett kürtösök és trombitások segítségével) sikerült összezavarnia a török sereget, és megsemmisítő győzelmet aratnia felette. A vaslui csata a román történelem egyik legdicsőségesebb eseménye.
A középkori magyar bevándorlók utolsó csoportjai Ștefan cel Mare uralkodása idején érkeztek Moldvába. Tamás és Bálint papok vezetésével magyar husziták érkeztek az országba, akik a fejedelemtől letelepedési engedélyt kértek, és megalapították a Prut partján Husz (ma Huși) városát. 1479 és 1493 között, ecsedi Báthori István erdélyi vajda zsarnokoskodása miatt székelyek is nagy számban menekültek Moldvába.

### A török függés kora
A törökök kimeríthetetlen embertartalékokkal rendelkeztek, ezért az ország a török nyomás miatt kénytelen volt a szultán hűbéresévé válni. A hűbéri szerződés még Ștefan cel Mare uralkodása alatt jött létre 1489-ben. Mátyás király halála után (1490) Moldva nem számíthatott többé jelentős magyar segítségre. Mátyás halála és a töröknek történt behódolás után I. János lengyel király jó alkalmat látott arra, hogy elfoglalja Moldvát, így megteremtheti déli védvonalát a törökkel szemben. De István fejedelem még egyszer nagy győzelmet aratott, és megsemmisítette a lengyel sereget a halicsi erdők közelében az 1497. október 26-tól 29-ig vívott háromnapos csatában.
A 17. század elején, Erdély háborús időszakában újabb székely menekültek érkeztek az országba.
Marco Bandini marciánopoliszi katolikus érsek 1646-ban a Szentszék küldötteként érkezik Moldvába, és írja egyházmegye-látogatásáról szóló megbízható, terjedelmes jelentését, melyet Codex Bandinus néven tart számon a tudomány, amelyből azt a következtetést vonhatjuk le, hogy hogy a magyarok – valószínűleg a 13. század második felétől a 15. század végéig – többségben voltak Moldvában. Az 1646. évi Jelentés magyar alapítású (egykor magyar lakosságú) városokról ír, amelyekben a 17. század közepén is sok magyar él. (Tulajdonképpen a régi magyar helységek elrománosodási folyamatának utolsó előtti szakaszát mutatja be mint elfogulatlan szemtanú.) Ezek közül a legjelentősebbeket: a korabeli fővárost „magyarul Jasvasar, vlachul Ias, latinul Iassium vagy Iassi”, Sucsavia, Bacovia, Hus, Vaslo, Barlad, Takucs, Tatros és Seredvasar, románul Seredest néven említi.
A magyarság számát gyarapította az 1764-es madéfalvi veszedelem (Siculicidium) után Moldvába menekülő csíki és háromszéki lakosság is. Az ő leszármazottaik alkotják a mai magyar nyelvű moldvai csángók többségét.
Moldva északi része 1772-ben, Lengyelország felosztása után, Bukovina (Bukovinai Hercegség) néven a Habsburg Birodalom tartománya lett. Az 1806-12-es orosz-török háborúban pedig a történelmi Moldva egész keleti felét a cári Oroszország kebelezte be. A történelmi Moldvának ezeket a Pruttól keletre fekvő, orosz uralom alá került területeit Besszarábiának nevezték. (A mai Moldovai Köztársaság és a ma Ukrajnához tartozó Fekete-tenger menti Cahul és Ismail megyék alkották.)

### Moldva történelme Románia keretében
Moldva megmaradt területe (a mai Románia északkeleti része) 1859-ben lép perszonálunióba Havasalfölddel, Alexandru Ioan Cuza fejedelem uralma alatt, bár a létrejött egységes Románia ekkor még a török birodalom autonóm státuszú területe. Az 1877-78-as orosz-oszmán háborúba Oroszország oldalán Románia is bekapcsolódott, így szakadhatott el az Oszmán Birodalomtól. Állami függetlenségét 1877. május 10-én kiáltotta ki.

### Moldva történelme a Szovjetunión belül
Besszarábia 1918-ban Romániához került, de 1940-ben a Molotov–Ribbentrop-paktum után a Szovjetunió ismét elvette, és létrehozta rajta a Moldáviai SZSZK-t, a déli részét pedig az Ukrán SZSZK-hoz csatolta. A tengelyhatalmak 1941-es Szovjetunió elleni támadása után Besszarábia rövid időre újból visszakerült Romániához, de a második világháborút lezáró békeszerződés az 1940 őszén fennálló állapotot állította helyre.
A Szovjetunióhoz csatolt terület északi és a déli része, jelentős nem moldvai közösségekkel (ukránok, besszarábiai bolgárok, besszarábiai németek és lipovánok) az Ukrán Szovjet Szövetségi Köztársasághoz kerültek. Az addig létező Moldovai Autonóm Szovjet Szocialista Köztársaságot, ahol a lakosság többsége moldován volt, feloszlatták, területének valamivel több mint a felét egyesítették Besszarábiával, és megszervezték a Moldovai Szovjet Szocialista Köztársaságot, amely a mai Moldova elődje.
A szovjet uralom kezdeti időszakát a helyiek keletre való deportálása, politikai üldözések és az állami rekvirálások okozta éhínség jellemezte. Az új szovjet köztársaságba tömegesen vándoroltak be oroszok és ukránok, különösen a városokba. A szovjet kormányzat önálló moldovai, a romántól különböző etnikai tudat kiépítésére törekedett. Ennek elméleti alapja a Moldovai Szovjet Szocialista Köztársaság léte volt. Hivatalos szovjet álláspont szerint a moldován nyelv különbözött a romántól. A moldovánt cirill betűkkel írták, míg a románt 1860 óta latin betűkkel. Az 1970-es és az 1980-as években Moldovában a szovjet központi költségvetés jelentős beruházásokat hajtott végre, ipari és tudományos létesítményeket, valamint lakásokat építettek.